# Log Lane Village
Log Lane Village é uma cidade  localizada no estado americano de Colorado, no Condado de Morgan.

## Demografia
Segundo o censo americano de 2000, a sua população era de 1006 habitantes.
Em 2006, foi estimada uma população de 1010, um aumento de 4 (0.4%).

## Geografia
De acordo com o United States Census Bureau tem uma área de
0,6 km², dos quais 0,6 km² cobertos por terra e 0,0 km² cobertos por água.

## Localidades na vizinhança
O diagrama seguinte representa as localidades num raio de 40 km ao redor de Log Lane Village.